# Alistair Fielding
Alistair Fielding (* 3. März 2000 in Bournemouth) ist ein britischer Radsportler, der die Kurzzeitdisziplinen auf der Bahn bestreitet.

## Sportlicher Werdegang
Alistair Fielding entstammt einer schottischen Familie, weshalb er etwa bei Commonwealth Games für Schottland startete, wenn er auch in Dorset aufwuchs.
2017 wurde Fielding bei den Junioren-Weltmeisterschaften mit Hamish Turnbull und Lewis Stewart Vierter im Teamsprint, 2018 britischer Junioren-Meister im Sprint. Zur Saison 2018/19 wurde er in das Programm der British Cycling Senior Academy aufgenommen. Um seine sportlichen Ambitionen zu unterstützen, zog seine Familie von Dorset nach Derby in die Nähe der dortigen Radrennbahn. Mit Turnbull, Hayden Norris und James Bunting errang er 2023 den Titel des U23-Europameisters im Teamsprint. In der Zusammenstellung Turnbull und Jack Carlin gewann er mit dem britischen Team jeweils die Bronzemedaille bei den Bahnradsport-Weltmeisterschaften 2022 und den Europameisterschaften. 2023 belegten Carlin, Turnbull und Joseph Truman bei den Europameisterschaften Platz zwei, im Jahr darauf wurde das britische Team mit Fielding Vierte.

## Erfolge
2018
- Britischer Junioren-Meister – Sprint

2021
- U23-Europameister – Teamsprint (mit Hamish Turnbull, Hayden Norris und James Bunting)

2022
- Weltmeisterschaft – Teamsprint (mit Hamish Turnbull und Jack Carlin)
- Europameisterschaft – Teamsprint (mit Hamish Turnbull und Jack Carlin)
- Britischer Meister – Teamsprint (mit Jack Carlin, Joseph Truman und Hamish Turnbull)

2023
- Europameisterschaft – Teamsprint (mit Jack Carlin, Joseph Truman und Hamish Turnbull)